# Beer ajam
Beer ajam is een plaats in het Syrische gouvernement Quneitra en telt 400 inwoners.